# Wapen van Stein

Wapen van de gemeente Stein

Het wapen van Stein is in 1890 aan de gemeente Stein toegekend. In 1982 heeft het wapen een kleine aanpassing ondergaan waardoor er toen een nieuwe beschrijving is gegeven. Deze aanpassing werd op 12 augustus 1982 bekrachtigd door koningin Beatrix. Op het wapen staat Sint Martinus die een deel van zijn mantel aan een zwerver geeft. Sint Martinus is de kerkpatroon van de dorpen Stein en Urmond.

## Geschiedenis
Het ruitenschild op het wapen van Stein gaat terug op de familie Van Elsloo, dat schild kan vanaf het jaar 1108 aan de familie gekoppeld worden, vermoedelijk werd het echter al eerder gebruikt. Dit vermoeden is ontstaan omdat twee neven (Arnold van Stein en Arnold van Elsloo) binnen de familie het wapen voerden. Hierdoor kan aangenomen worden dat hun vaders (Herman en Arnold van Elsloo) het wapen voerden. Na het uitsterven van de familie in Elsloo werd daar het wapen niet langer gebruikt. Stein bleef wel het familiewapen gebruiken als gemeentewapen. Het wapen werd daar niet als zelfstandig wapen gebruikt maar als kwartilereging of hartschild in verschillende wapens.
In 1982 is de huidige gemeente Stein ontstaan uit een fusie tussen de voormalige gemeentes Elsloo, Stein en Urmond. De nieuwe gemeente heeft G.A. Bontekoe verzocht om drie ontwerpen voor een nieuw gemeentewapen. De voorgestelde drie ontwerpen bevatten allen onderdelen uit de oude wapens, of symbolen uit de lokale geschiedenis.
1. Een symbool dat de bandkeramische cultuur vertegenwoordigde. Deze prehistorische cultuur kwam ook in het gebied van de huidige gemeente voor
2. De Maas als symbool voor de westelijke grens van de nieuwe gemeente en als symbool voor de handel via de rivier, zowel in het heden als het verleden
3. Een symbool voor het land van Zwentibold, hij regeerde over het gebied van de drie voormalige gemeentes.

### Ontwerpen

Het ruitenschild van Stein

Voordat het oude wapen van de vorige gemeente Stein aangenomen werd als wapen voor de nieuwe gemeente waren er drie andere ontwerpen die als potentiële wapens golden. Alle drie de ontwerpen hadden een gedeeld schild.
- Een van de ontwerpen bestond uit een gedeeld schild. In het eerste deel het wapen van Urmond en in het tweede deel drie kepers. In een hartschild zou dan het schild van de familie Van Elsloo komen.
- Een ander wapen was gelijk aan het hierboven besproken wapen, echter de scheiding bestond uit een golvende paal. Deze paal zou de Maas voorstellen.
- Weer een andere mogelijkheid was een gevierendeeld wapen kloksgewijs hadden de delen er als volgt uitgezien:

1. Het ruitenschild van Stein
2. De wapenleeuw van Urmond
3. De kepers van Elsloo
4. de Romeinse garnizoensadelaar. In plaats van de garnizoensadelaar was er ook de optie voor een aardewerken pot van de bandkeramische cultuur

De ontwerpen zijn om verschillende redenen verworpen door de gemeenteraad. Al dan niet naar aanleiding van een advies gegeven door de Heemkundevereniging. Er werd geadviseerd om het oude wapen te handhaven omdat dat wapen voor alle drie de oude gemeentes toepasbaar was.

## Blazoen

Wapen van 1890

Het wapen is eenmalig aangepast, daardoor zijn er twee blazoeneringen.

### Blazoen tussen 1890 en 1982
Op 13 april 1890 kreeg de toenmalige gemeente Stein het volgende wapen toegewezen:
Van keel, beladen met een op een van goud getoomd en getooid paard van sabel gezeten H.Martinus van goud, met gelaat en handen van natuurlijke kleur, houdend in de opgeheven rechterhand een zwaard van zilver met gevest van goud en in de opgeheven linkerhand eene slip van zijn mantel; naast het paard loopt een naakte bedelaar, hebbende om de lendenen een gordel van sabel, alles op een terras van sinopel voor hetwelk zich bevindt een schuinsgeplaatst schild van goud, beladen met 7 ruiten van keel, geplaatst 3, 3 en 1.
Het schild is rood van kleur met daarop een zwart paard dat gouden hoeven, halster en toom heeft. Op het paard zit Sint Martinus, zijn gezicht en handen zijn van natuurlijke kleur, zijn haren zijn goudkleurig. Hij houdt een zilveren zwaard vast, het vest is van goud. In de linkerhand houdt hij een deel van zijn mantel vast. Naast het paard staat een bedelaar, hij heeft om zijn lendenen een zwarte lendendoek.
De gehele voorstelling staat op een groen terras, op dit terras staat een schild dat schuin is geplaatst. het schild is goudkleurig met daarop zeven rode ruiten. In het schildhoofd staan er drie, daaronder nog eens drie en daaronder, in het schildvoet het resterende ruit.

### Blazoen sinds 1982
De gemeente Stein kreeg op 12 augustus 1982 toestemming om een driebladige kroon op het wapen te gaan voeren. Hierdoor werd de omschrijvende tekst aangepast naar het volgende:
Van keel, beladen met een op een van goud getoomd en getooid paard van sabel gezeten H.Martinus van goud, met gelaat en handen van natuurlijke kleur, houdend in de opgeheven rechterhand een zwaard van zilver met gevest van goud en in de opgeheven linkerhand eene slip van zijn mantel; naast het paard loopt een naakte bedelaar, hebbende om de lendenen een gordel van sabel, alles op een terras van sinopel voor hetwelk zich bevindt een schuinsgeplaatst schild van goud, beladen met 7 ruiten van keel, geplaatst 3, 3 en 1. Het schild gedekt door een gouden kroon van 3 bladeren en 2 parels.
Het wapen is gelijk aan het oude wapen, met als enige verschil de toegekende kroon en het omgewende gezicht van Sint Maarten.